# Jindřich Bítovský z Lichtenburka
Jindřich Bítovský z Lichtenburka byl moravský šlechtic z rozrodu Ronovců.

## Život
Spolu se svými bratry vlastnil část Bítova a Cornštejna. V roce 1355 odkoupil od svého bratra Hynka jeho podíl rodových statků. Jindřich byl významným zemským úředníkem a oženil se se sestrou litomyšlského biskupa Albrechta ze Šternberka Anežkou. S ní měl tři syny – Albrechta, Jindřicha a Smila.